# Peter Bruch
Peter Bruch   (Berlín, 25 de setembre de 1955) és un nedador alemany, ja retirat, especialista en estil lliure, que va competir sota bandera de la República Democràtica Alemanya durant la dècada de 1970.
El 1972 va prendre part en els Jocs Olímpics d'Estiu de Múnic, on va disputar quatre proves del programa de natació. En els 4x100 metres lliures, formant equip amb Roland Matthes, Wilfried Hartung i Lutz Unger, guanyà la medalla de bronze, mentre en els 4x200 metres lliures fou sisè. En les altres dues proves quedà eliminat en sèries.
En el seu palmarès també destaca una medalles de bronze al Campionat del Món de natació de 1973 i un campionat nacional de la RDA en els 4x100 metres lliures (1973).